# 코르타도

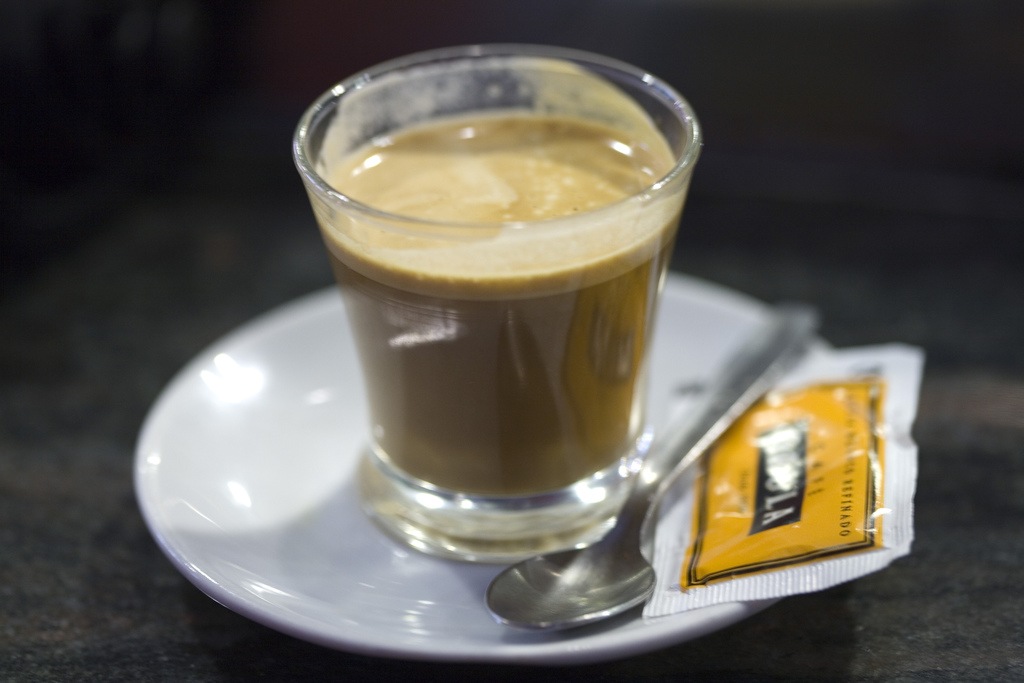

코르타도(cortado)는 산도를 낮추기 위해 거의 같은 양의 따뜻한 우유와 에스프레소를 섞은 음료이다. 코르타도의 우유는 찐 것이지만, 많은 이탈리아 커피 음료에서처럼 거품이 없고 질감이 없다. 코르타도는 일반적으로 제공되는 스페인(대개 마드리드)에서 나온다.
cortado라는 단어는 "희석하다"라는 의미에서 스페인어 동사 cortar(자르다)의 과거 분사이며 스페인어 및 포르투갈어 사용 국가에서 커피 또는 에스프레소 음료를 다양하게 지칭할 수 있다.

## 비슷한 음료수
스페인에서 카페 솔로 코르토는 소량의 블랙 커피(보통 에스프레소 한 잔)이고 카페 코르타도는 에스프레소에 우유를 약간 뿌린 것이다. 우유로 "절단"되었다. 카페 코르타도는 사실 이탈리아 마끼아또 또는 프랑스 누아제트와 비슷한 것으로 대체할 수 있다.
쿠바의 코르타디토는 특히 표준 30mL(1 US fl oz) 에스프레소 샷으로 구성된 카페 솔로 코르토와 유사한 작은 음료를 의미한다. 그러나 솔로 코르토와 달리 쿠바 코르타디토는 일반적으로 가열된 가당 연유로 절단되며, 더 이용 가능한 보존 형태의 우유인 반면 신선한 우유는 역사적으로 종종 사용할 수 없었다. 코르타디토는 일반적으로 금속 링 베이스와 금속 와이어 손잡이가 있는 특수 유리에 제공된다. 명목상 여러 종류(cortado condensada, cafe con leche condensada, bombón(연유를 넣은 에스프레소) 등)가 있다. 1960년대에 쿠바계 미국인이 플로리다주 마이애미의 리틀 하바나 지역으로 가져온 코르타디토 음료는 현재 도시 전역에서 볼 수 있으며 특히 쿠바인들 사이에서 일상 문화의 중요한 부분이다. 하지만 코르타디토는 우유에 설탕을 더한 쿠바식 커피와는 다른 음료로, 에스프레소라는 고유의 추출 방식을 갖고 있다.
그러나 전문 커피 메뉴에 나타나는 비 스페인어권 국가에서는 일반적으로 코르타도를 이탈리아 카페 마끼아또, 카푸치노 또는 플랫 화이트와 구별해야 한다. 마끼아또에는 소량의 우유 거품('표시' 또는 얼룩)만 추가된 반면, 카푸치노에는 거품과 우유 모두에서 헤드가 있다. 플랫 화이트는 일반적으로 에스프레소와 우유의 비슷한 비율로 만들어지지만 찐 우유와 질감이 있는(예: 미세 거품) 우유를 사용하여 더 뜨겁고 가벼운 음료가 되며 카페라떼에 더 가깝다.
호주의 비슷한 음료는 피콜로 라떼 또는 단순히 피콜로로 알려져 있다. 카페라떼와 같은 방식으로 스팀밀크를 채운 마끼아또 잔에 담긴 단일 리스트레토 샷이다.